# Mycetophila triangulata
Mycetophila triangulata är en tvåvingeart som beskrevs av Dziedzicki 1884. Mycetophila triangulata ingår i släktet Mycetophila och familjen svampmyggor. Enligt den finländska rödlistan är arten sårbar i Finland. Arten har ej påträffats i Sverige. Artens livsmiljö är naturlundskogar. Inga underarter finns listade i Catalogue of Life.